# Otar Ioseliani
Otar Ioseliani (in georgiano ოთარ იოსელიანი?; Tbilisi, 2 febbraio 1934 – Tbilisi, 17 dicembre 2023) è stato un regista, sceneggiatore e montatore georgiano naturalizzato francese, fino al 1990 sovietico.
Accreditato anche come Otar Iosseliani, i suoi film a causa della censura vennero più volte vietati nell'URSS, e ciò spinse Ioseliani ad emigrare in Francia nel 1982.

## Biografia
Da ragazzo studiò musica, arrivando anche a conseguire il diploma in pianoforte, in composizione e in direzione d'orchestra presso il Conservatorio Statale di Tbilisi. Il primo lungometraggio di Ioseliani, La caduta delle foglie (November, o Giorgobistve in georgiano, 1966), vinse un premio FIPRESCI al festival cinematografico di Cannes. Successivamente il regista diresse il film Pastorale (Pastorali), che però non fu proiettato e sparì per diversi anni negli archivi sovietici; alla fine fu permessa solo una distribuzione limitata. Dopo il successo di Pastorale al Festival internazionale del Cinema di Berlino nel 1982, Ioseliani lasciò l'Unione Sovietica e si rifugiò in Francia.
Nel 1984 girò in Francia I favoriti della luna (Les favoris de la lune); il film fu premiato nello stesso anno al Festival di Venezia e divenne un successo internazionale per Ioseliani. A Venezia si aggiudicò in seguito altri due premi: nel 1989 per Un incendio visto da lontano (Et la lumière fut) e nel 1996 per Briganti (Brigands, chapitre VII). Lunedì mattina (Lundi matin) vinse invece un Orso d'argento al Festival di Berlino del 2002. Ioseliani realizzò anche alcuni documentari, tra cui Un piccolo monastero in Toscana.

## Filmografia

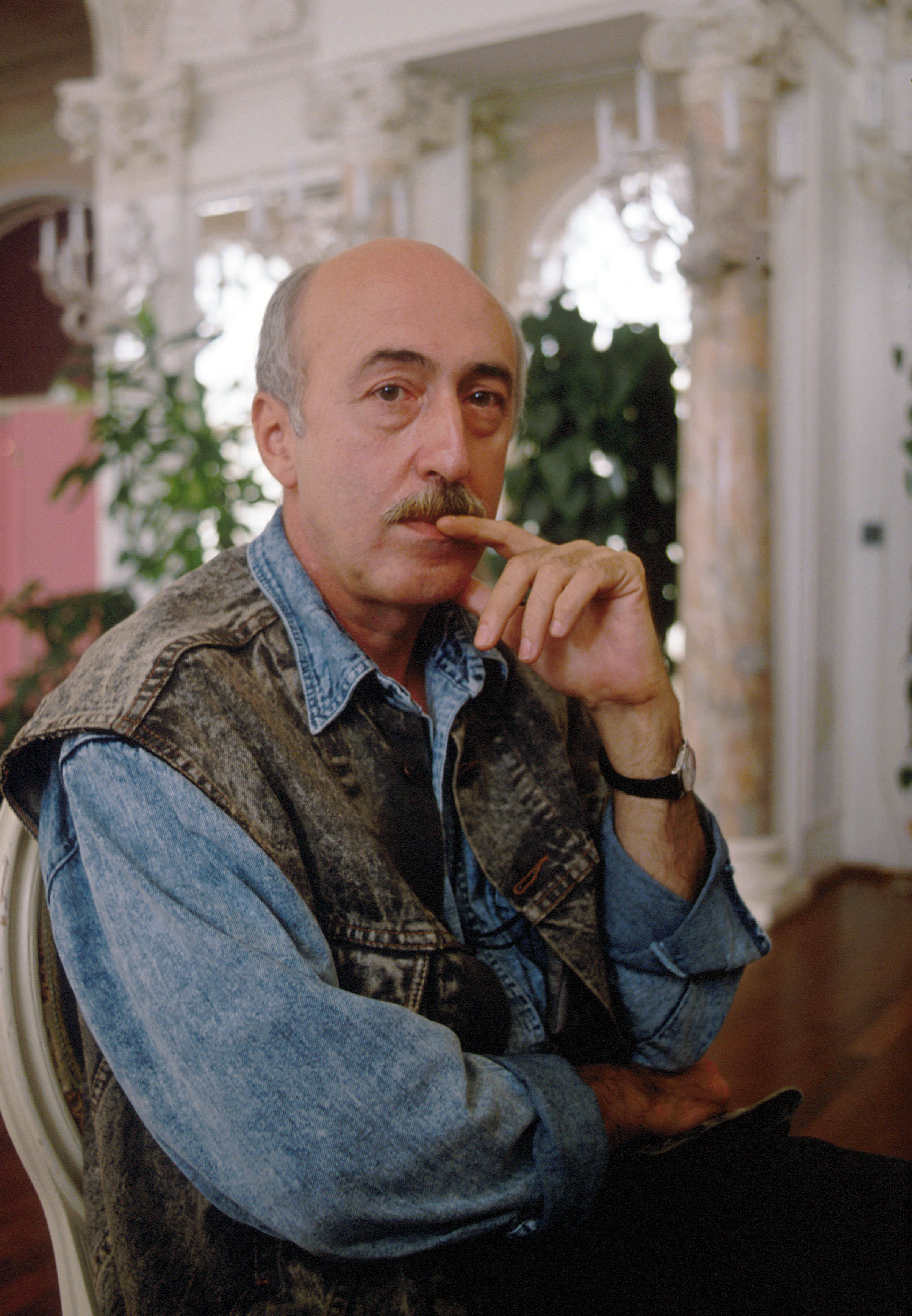
Otar Ioseliani alla Mostra del cinema di Venezia del 1989

- Acquerello (Akvarel) - cortometraggio (1958)
- Fiore introvabile (Sapovnela) - cortometraggio (1959)
- Ap'rili - cortometraggio (1961)
- Ghisa (Tudzhi) - documentario (1964)
- La caduta delle foglie (Giorgobistve - November) (1966)
- Antichi canti georgiani (Dzveli qartuli simgera) - documentario (1969)
- C'era una volta un merlo canterino (Iqo shashvi mgalobeli) (1970)
- Pastorale (Pastorali) (1975)
- Lettre d'un cinéaste - film per la TV (1982)
- Sept pièces pour cinéma noir et blanc (1983)
- Euzkadi été 1982 - documentario (1983)
- I favoriti della luna (Les favoris de la lune) (1984)
- Un piccolo monastero in Toscana (Un petit monastère en Toscane) (1988, documentario)
- Un incendio visto da lontano (Et la lumière fut) (1989)
- Caccia alle farfalle (La chasse aux papillons) (1992)
- Seule, Georgie - documentario (1994)
- Briganti (Brigands, chapitre VII) (1996)
- Addio terraferma (Adieu, plancher des vaches!) (1999)
- Lunedì mattina (Lundi matin) (2002)
- Giardini in autunno (Jardins en automne) (2006)
- Chantrapas (2010)
- Chant d'hiver (2015)